# 愛殺2000
《愛殺2000》（英語：Bloody Secret）是一部徐忠信执导的香港動作片，於2000年上映。呂良偉、黃秋生、黃子揚主演。

## 劇情慨要
王國慶（黃秋生飾演）為中國留日的大學生，他卻有日軍幹違法的罪證，因此他和大學好友李浩（呂良偉飾演）被山田一郎追殺，不久，慶被山田一郎綁架，後更遭其殺害，李浩無奈之下，只能回澳門...

## 演員表
| 演員   | 角色     | 粵語配音 | 備註 |
| 呂良偉 | 李浩     | 陳旭明   | 中國留日的大學生 王國慶之同學兼好友 梁倩倩之前男友 山田一郎、阿根之天敵                                 |
| 黃秋生 | 王國慶   | 黃志明   | 中國留日的大學生 李浩之同學兼好友 山田一郎、阿根之天敵 後被山田一郎綁架，在李浩營救時被山田一郎用刀刺死 |
| 盧燕   | 梁倩倩   |          | 李浩之前女友 胡文豪之妻，後反目                                                                         |
| 黃子揚 | 阿根     | 黃志明   | 黑幫老大 李浩、王國慶之天敵 和山田一郎合作                                                              |
| 王俊棠 | 胡文豪   | 張炳強   | 黑幫老大 梁倩倩之夫，後反目                                                                             |
| 徐才根 | 公安     | 葉振聲   | 中國公安                                                                                                |
| 松田優 | 山田一郎 | 陳旭明   | 日本山口組成員 王國慶、李浩之天敵                                                                       |
| 黃煒溏 | 阿康     | 葉振聲   | 中國留日大學生 李浩之大學同學                                                                           |
| 楊鳴健 | 會長     | 張炳強   | 日本山口組會長 山田一郎之舅父                                                                           |

## 備註
1. ↑  本片雖寫黃秋生為主演，實他只有26分鐘的戲份而已。

## 外部連結
- 香港影庫上《愛殺2000》的資料（繁體中文）
- 豆瓣电影上《愛殺2000》的資料 （简体中文）